# Secondo (vescovo)
Secondo (fl. VI secolo) è stato un vescovo romano, vescovo di Asti nel VI secolo.

## Biografia
Don Pietro D'Acquino, alla luce di studi, pubblicati sulla rivista di cultura astigiana Il Platano nel 1976 e negli anni seguenti, formulò l'ipotesi che il vescovo Secondo, vissuto nel periodo longobardo, si guadagnò fama e riconoscenza battendosi per la pacifica convivenza tra il nucleo originario di abitanti della città gallo-romana di Hasta e gli occupanti longobardi.

In tal caso Secondo d'Asti non fu un martire in senso stretto, ma un testimone della fede, facilmente individuato come vero protettore (patrono) della città.
In seguito la figura del vescovo venne trasformata dalla tradizione popolare nel soldato romano che si convertì alla fede cattolica e per tale motivo  venne martirizzato sul luogo di edificazione della Collegiata astigiana.

Le possibili ambiguità nella conoscenza della sua figura storica sono da individuarsi nella presenza di altri santi omonimi come ad esempio San Secondo, martire venerato a Ventimiglia.